# Sueños (álbum de Sech)
Sueños es el segundo mixtape del cantante panameño Sech. Fue lanzado al mercado bajo el sello discográfico Rich Music el 19 de abril de 2019. Están incluidas las participaciones de Justin Quiles, Farruko, Zion & Lennox, Maluma, entre otros.
El álbum cuenta con el  sencillo «Otro trago» que alcanzó el top 1 de las pistas de España. Posteriormente se lanzó una versión remix junto a los artistas Darell, Nicky Jam, Anuel AA y Ozuna.

## Lista de canciones
| N.º   | Título | Duración |  |
| 1.    | «Soñando despierto»                                                                                       | 2:15     |  |
| 2.    | «222» | 3:26     |  |
| 3.    | «Otro trago» (con Darell)                                                                                 | 3:46     |  |
| 4.    | «La niña»                                                                                                 | 2:43     |  |
| 5.    | «Tiene novio» (con Manuel Turizo)                                                                         | 3:41     |  |
| 6.    | «X ti» | 2:54     |  |
| 7.    | «Solita» (con Farruko, Zion & Lennox, J balvin)                                                           | 3:39     |  |
| 8.    | «Boomerang»                                                                                               | 3:23     |  |
| 9.    | «Que más pues (Session 42)» (con Justin Quiles, Dalex, Maluma, Nicky Jam, Farruko, Ozuna y Lenny Tavarez) | 5:06     |  |
| 10.   | «La discusión»                                                                                            | 3:05     |  |
| 11.   | «Miss Lonely (Remix)» (con Justin Quiles y DeLaGhetto)                                                    | 4:00     |  |
| 12.   | «Lo malo»                                                                                                 | 3:08     |  |
| 41:08 | |          |  |